# 美国遵道会
美国遵道会（United Evangelical Church Mission，UE）是一个美国监理宗传教机构，成立于1838年。
1900年，美国遵道会传教士德慕登（C.N.Dubs）夫妇前往中国，先在汉口学习中文，后进入湖南省。义和团事变结束之后不久，德慕登进入长沙及湘潭，次年在长沙东牌楼附近购地建堂，附设诊所和小学。1936年德慕登去世后，东牌楼教堂命名为慕登堂。
该会在湖南先后建立5个传教站：长沙（1901）、湘潭、醴陵（1904）、茶陵（1912）、攸县（1912）。
1919年，美国遵道会在中国湖南省有西教士33人，受餐信徒669人。在江西省有受餐信徒21人，分布在萍乡县。
1936年，美国遵道会在中国湖南、贵州两省有教堂33处，西教士12人，华传道48人，受餐信徒2002人。并开办醴陵遵道中学、遵道医院，铜仁明德中学、布道医院，与其他教派合办长沙福湘女中、雅礼中学。会督戴一真（C.C.Talbott）驻长沙。